# かもがわ出版
かもがわ出版（かもがわしゅっぱん）は、京都府に本社を置く日本の出版社である。

## 沿革
- 1986年 - 新日本プロセス株式会社（資本金3750万円、1968年創立）のグループ会社として発足。
- 1991年 - 社屋取得、現在地に移転。
- 2002年 - 第18回梓会出版文化賞特別賞受賞。
- 2003年 - 社屋が「景観・まちづくりコンクール」入選。京都市南区に流通センター、倉庫取得。
- 2007年6月 - 東京都千代田区神田神保町に東京事務所（所長 松竹伸幸）開設。

## 関連企業
- クリエイツかもがわ
- ウインかもがわ
- デジタルきらら
- オリジナルボックスかもがわ
- ニップロ
- かもがわ印刷
- エスエヌピー
- 新日本プロセス